# Jacques Monfrin
Jacques Monfrin est un philologue romaniste, éditeur de textes, historien et historien de la langue française né le 26 avril 1924 à Decazeville et mort le 11 décembre 1998 dans le 3ème arrondissement de Paris.

## Biographie

### Les débuts
Après une jeunesse passée dans l’Aveyron, Jacques Monfrin étudie à l’École pratique des hautes études et à l’École des chartes, dont il sort archiviste paléographe en 1947. Il poursuit alors ses recherches à l’École française de Rome (1947-1949 et 1951-1952).
Il est ensuite nommé bibliothécaire au département des manuscrits de la Bibliothèque nationale, où il demeure jusqu’en 1955.

### Le chercheur
Cette même année 1955, Monfrin est chargé de cours de latin médiéval à la faculté des lettres de la Sorbonne tout en étant nommé secrétaire général de l’École des chartes. Il devient ensuite professeur de philologie romane dans cette école (1958) et à la IVe section de l'École pratique des hautes études (1974).
Ses premiers travaux – et en premier lieu sa thèse de l’École des chartes, dont le sujet lui est proposé par Robert Bossuat – portent sur le problème de la traduction, qu’il n’abandonnera jamais, publiant un inventaire des traductions d'auteurs anciens du XIIIe au XVe siècle et consacrant des études aux traductions d’auteurs antiques comme Tite-Live.
Ses travaux portent d’abord sur les sources d’œuvres littéraires médiévales, notamment les sources arabes de La Divine Comédie (1951), puis celles du miracle de Ségovie, une source du Tombel de Chartrose (1957) et celles du Secret des secrets (1964).
En amateur du document original, il découvre, édite et étudie de nombreux textes médiévaux, souvent peu connus car fragmentaires : des fragments de La Chanson d'Aspremont (1958), un fragment du Breviari d'amor (1966), La Complainte d'amours, poème du XIIIe siècle (1970). Surtout, en 1959, il publie l'Historia calamitatum d'Abélard.
Le mode de tradition des actes et les études de dialectologie (1968), le latin médiéval et la langue des chartes (1970), les parlers en France (1972) retiennent l'attention de Jacques Monfrin. Il publie des notes lexicographiques sur un passage de Villehardouin, sur un poème de Guillaume IX d'Aquitaine, et étudie le vocabulaire des structures sociales du haut Moyen Âge.
Il édite aussi des chartes : des chirographes de Mons (1269-1427) et, en collaboration, des chartes de la commanderie de la Selve (Aveyron). Son introduction aux Documents linguistiques de la France constitue une mise au point, très utile pour les historiens de la langue, sur quelques problèmes pratiques posés par l'édition des textes français au Moyen Âge. Depuis 1974, Jacques Monfrin a dirigé la publication de sept volumes de documents linguistiques de la France et de la Belgique romane.
Il fait profiter la communauté scientifique de ses notes personnelles en publiant des bibliographies. Paraît dès 1955 le Supplément (1947-1953) du Manuel bibliographique de la littérature française du Moyen Âge (en collaboration avec Robert Bossuat), encore repris à la fin de sa carrière (Le Troisième supplément (1960-1980) en deux tomes en collaboration avec Françoise Vielliard (1986 ; 1991). Et collabore à des inventaires de bibliothèques (Bibliothèque Sanchez Muñoz (1964), La Bibliothèque de Francesc Eiximenis (1967) et La Bibliothèque pontificale à Avignon et à Peniscola (1991). Il collabore à La Biblioteca napoletana dei re d'Aragona (1969).
Ses méthodes philologiques ont largement influencé d’autres chercheurs. Le meilleur exemple en est certainement son édition des Mémoires de Joinville où la codicologie, l’étude de la peinture et de la décoration des manuscrits sont mis en œuvre pour établir le texte.
Il s’investit également dans des sociétés savantes et des groupes de recherche : il est membre du comité de direction de l'IRHT, dont il dirige la section romane. Il est également membre du CTHS, directeur de la Société des anciens textes français, directeur de la revue Romania (depuis 1976).
Il est élu à l'Académie des inscriptions et belles-lettres en 1983. Jacques Monfrin est élu le 13 juin 1981 membre étranger au titre philologique à l'Académie royale de langue et de littérature françaises de Belgique et, en 1987, membre étranger de l'Académie royale des sciences et des lettres du Danemark, de la Real Academia de Buenas Letras de Barcelone et de l'Accademia nazionale dei Lincei (1987).

### L’administrateur
Désireux de s’attacher ses services, Clovis Brunel nomme Jacques Monfrin secrétaire de l’École des chartes en 1955, dans une position d’attente. Ce n’est que trois ans plus tard, quand Robert Bossuat prend sa retraite que Monfrin obtient d’être titulaire de la chaire de philologie romane.
Mais Monfrin suit le développement de l’école : Pierre Marot le charge notamment de réfléchir à une refonte des enseignements après les événements de mai 1968. Monfrin remit ainsi en cause la liste des enseignements, restée inchangée depuis le décret de 1869 qui fixe les intitulés de chaires, et entreprit de mieux définir le rôle de la troisième année, dans un contexte où l’importance de la thèse et des débouchés professionnels avaient cru.
Prenant la direction de l’école en 1976, il y fait entrer l’informatique et s’ouvre aux collaborations avec les institutions étrangères. Surtout, il lui obtient un statut clair, lui permettant d’obtenir des crédits de recherche et de songer à une réforme de son organisation : par le décret du 8 octobre 1987, l’École des chartes devient un grand établissement. Atteint par la limite d’âge, Jacques Monfrin quitte la direction de l’école en 1987.

## Publications
- Jacques Monfrin, Anvers : ville de Plantin et de Rubens : Extr. de : "Bibliothèque d'Humanisme et Renaissance", travaux et documents, tome XVI, Genève, E. Droz, 1954, P. 238-240 ; 23 cm (BNF 38783630)
- Robert Bossuat et Jacques Monfrin, Manuel bibliographique de la littérature française du Moyen Âge : Supplément (1949-1953), avec le concours de Jacques Monfrin, Paris, Librairie d'Argences, 1955, 151 p., Gr. in-8° (BNF 32459416)
- Jacques Monfrin, Les Lectures de Guillaume Fichet et de Jean Heynlin d'après le registre de prêt de la Bibliothèque de la Sorbonne : Extr. de : "Bibliothèque d'Humanisme et Renaissance", Travaux et documents, t. 17, Genève, E. Droz, 1955, P. 7-32 ; 23 cm (BNF 38783633)
- Jacques Monfrin, Notes sur le chansonnier provençal C : Bibliothèque nationale, ms. fr. 856 : Extr. de : "Recueil de travaux offert à M. Clovis Brunel", 1955, Paris, s.n., 1955, P. 292 à 312 ; 25 cm (BNF 38783634)
- Jacques Monfrin, "La Bibliotheca napolitana dei re d'Aragona" de M. Tammaro de Marinis : Extrait de la "Bibliothèque de l'École des chartes". T. 314, 1956, Paris, Bibliothèque de l'École des chartes, 1958, 12 p., In-8° (BNF 32459415)
- Jacques Monfrin, Fragments de la Chanson d'Aspremont conservés en Italie : Extr. de : "Romania", t. LXXIX, 1958, Paris, Romania, 1958, P. 237-252 et 376-409 ; 25 cm (BNF 38783631)
- Jacques Monfrin et Charles Astruc, Livres latins et hébreux [Texte imprimé]du cardinal Gilles de Viterbe : Extrait de : Bibliothèque d'Humanisme et Renaissance. Travaux et documents. T. 23, Genève, 1961, P. 551-554 ; In-8° (BNF 33103362)
- Jacques Monfrin, Notice sur une traduction de la Vie de César de Suétone, contenue dans le manuscrit Français 20312 de la Bibliothèque nationale de Paris : Extr. de : "Mélanges Guiette (Robert) : Fin du Moyen Âge et Renaissance", Anvers, De Nederlandsche Boekhandel, 1961, P. 203-224 ; 23 cm (BNF 38783635)
- Jacques Monfrin, Humanisme et traductions au Moyen Âge : Extr. de : Journal des savants, juillet-septembre 1963, Paris, Klincksieck, 1963, P. 161-190 ; 27 cm (BNF 38783632)
- Jacques Monfrin, Sur les sources du Secret des secrets de Jofroi de Waterford et Servais Copale : Extr. de : "Mélanges de linguistique romane et de philologie médiévale" offerts à Maurice Delbouille, Gembloux, J. Duculot, 1964, P. 509-530 ; 25 cm (BNF 38783636)
- Jacques Monfrin, Honoré Champion et sa librairie : 1874-1978, Paris, H. Champion, 1978, 148 p., ill. ; 16 × 18 cm (BNF 34619160)
- Jacques Monfrin, Vie de Saint Louis, Paris, Dunod, coll. « Classiques Garnier », 1995, 640 p. (ISBN 2-10-002601-1, EAN 978-2-10-002601-2).
- Jacques Monfrin, Manuel bibliographique de la littérature française du Moyen Âge; 2, 2001, CNRS (ISBN 978-2-222-04324-9 et 2-222-04324-7, BNF 37743103)
- Jacques Monfrin, Geneviève Hasenohr (éditeur scientifique), Françoise Vielliard (éditeur scientifique) et Marie-Clotilde Hubert (éditeur scientifique), Études de philologie romane : 39 études écrites entre 1954 et 1998, Genève, Droz, coll. « Publications romanes et françaises » (no 230), 2001, 589 p., 22 cm (ISBN 978-2-600-00470-1 et 2-600-00470-X, ISSN 0079-7812, BNF 38910882, lire en ligne)

## Distinctions
- Officier de la Légion d'honneur
- Commandeur de l'ordre des Palmes académiques
  - Officier en 1972 au titre de « professeur à l'école nationale des chartes à Paris »[4]
- Officier de l'ordre des Arts et des Lettres